# Hyperia curticephala
Hyperia curticephala is een vlokreeftensoort uit de familie van de Hyperiidae. De wetenschappelijke naam van de soort is voor het eerst geldig gepubliceerd in 1985 door M. Vinogradov & Semenova.